# Света Троица (Сякавец)
Вижте пояснителната страница за други значения на Света Троица.
„Света Троица“ (на гръцки: Αγίας Τριάδος) е православна църква в сярското село Сякавец (Ливадохори), Гърция, част от Сярската и Нигритска епархия. Църквата е енорийски храм.
Църквата е построена през 60-те година на XX век. Осветен е в 1970 година от митрополит Константин Серски и Нигритски. През 2003 година е прибавен притвор на запад.